# Henry Onwuzuruike
Henry Onwuzuruike (Aba, 26 december 1979) is een voormalig Nigeriaans voetballer die als middenvelder speelde.

## Clubcarrière
Onwuzuruike speelde in de jeugd bij NEPA en Jasper United in Lagos. In 1997 kwam hij samen met Godfrey Nwankpa bij sc Heerenveen. Tot medio 1999 kwam hij veertien keer in actie voor Heerenveen. Hierna ging hij naar Duitsland waar hij achtereenvolgens speelde voor SpVgg Greuther Fürth (1999-2001), 1. SC Feucht (2001-2004), FC Rot-Weiß Erfurt (2004-2006), TSV Crailsheim (2006-2008) en SSV Ulm 1846 (2008-2010). In het seizoen 2011/12 speelde Onwuzuruike voor SV Darmstadt 98 in de 3. Liga. Na een half jaar zonder club gezeten te hebben, sloot hij in januari 2013 aan bij SV Ebersbach in de Landesliga Baden-Württemberg. In het seizoen 2016/17 speelde hij op dat niveau voor 1. FC Eislin en vervolgens speelde hij nog twee seizoenen in het tweede team van Ebersbach in de Kreisliga.

## Interlandcarrière
Met het Nigeriaans team onder 17 nam hij in 1995 deel aan het wereldkampioenschap. Ook maakte hij deel uit van de selectie voor de Olympische Zomerspelen 2000 en speelde hij tussen 1998 en 2000 in totaal vijf keer voor het Nigeriaans voetbalelftal.